# Eddy Hartono
Eddy Hartono Arbie (Kudus, 19 de julho de 1964) é um ex-jogador de badminton indonésio, medalhista olímpico, especialista em duplas.

## Carreira
Eddy Hartono representou seu país nos Jogos Olímpicos de Verão de 1992, conquistando a medalha de prata, nas duplas em 1992, com a parceria de Rudy Gunawan.